# Arrondissement Muret
Muret is een arrondissement van het Franse departement Haute-Garonne in de regio Occitanie. De onderprefectuur is Muret.

## Kantons
Het arrondissement was tot 2014 samengesteld uit de volgende kantons:
- Kanton Auterive
- Kanton Carbonne
- Kanton Cazères
- Kanton Cintegabelle
- Kanton Le Fousseret
- Kanton Montesquieu-Volvestre
- Kanton Muret
- Kanton Rieumes
- Kanton Rieux-Volvestre
- Kanton Saint-Lys
- Kanton Portet-sur-Garonne

Na de herindeling van de kantons door het decreet van 13 februari 2014, met uitwerking op 22 maart 2015, omvat het volgende kantons:
- Kanton Auterive
- Kanton Cazères ( deel: 48/91 )
- Kanton Escalquens ( deel: 1/35 )
- Kanton Muret
- Kanton Plaisance-du-Touch ( deel: 9/10 )
- Kanton Portet-sur-Garonne